# Florence Green
Florence Green, född 19 februari 1901 i London, död 4 februari 2012 i King's Lynn, var en brittisk kvinna som tjänstgjorde i Storbritanniens flygvapen. Hon var den längst överlevande  brittiska veteran som deltog i första världskriget.